# 小アンティル諸島

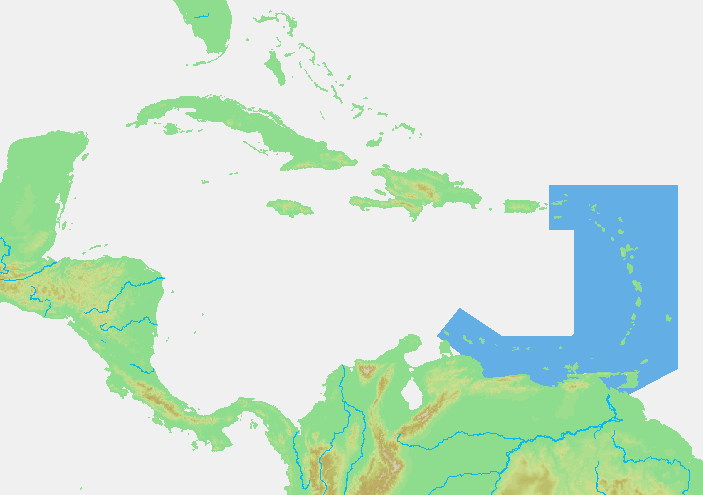
小アンティル諸島の位置

小アンティル諸島（しょうアンティルしょとう、英語: Lesser Antilles、フランス語:Petites Antilles、オランダ語:Kleine Antillen、スペイン語:Antillas Menores、パピアメント語:Antia Menor）は、カリブ海の東端から東南端にかけて分布する諸島。西インド諸島に属するアンティル諸島の一部である。カリブ海と大西洋の境界となっている。

## 地理

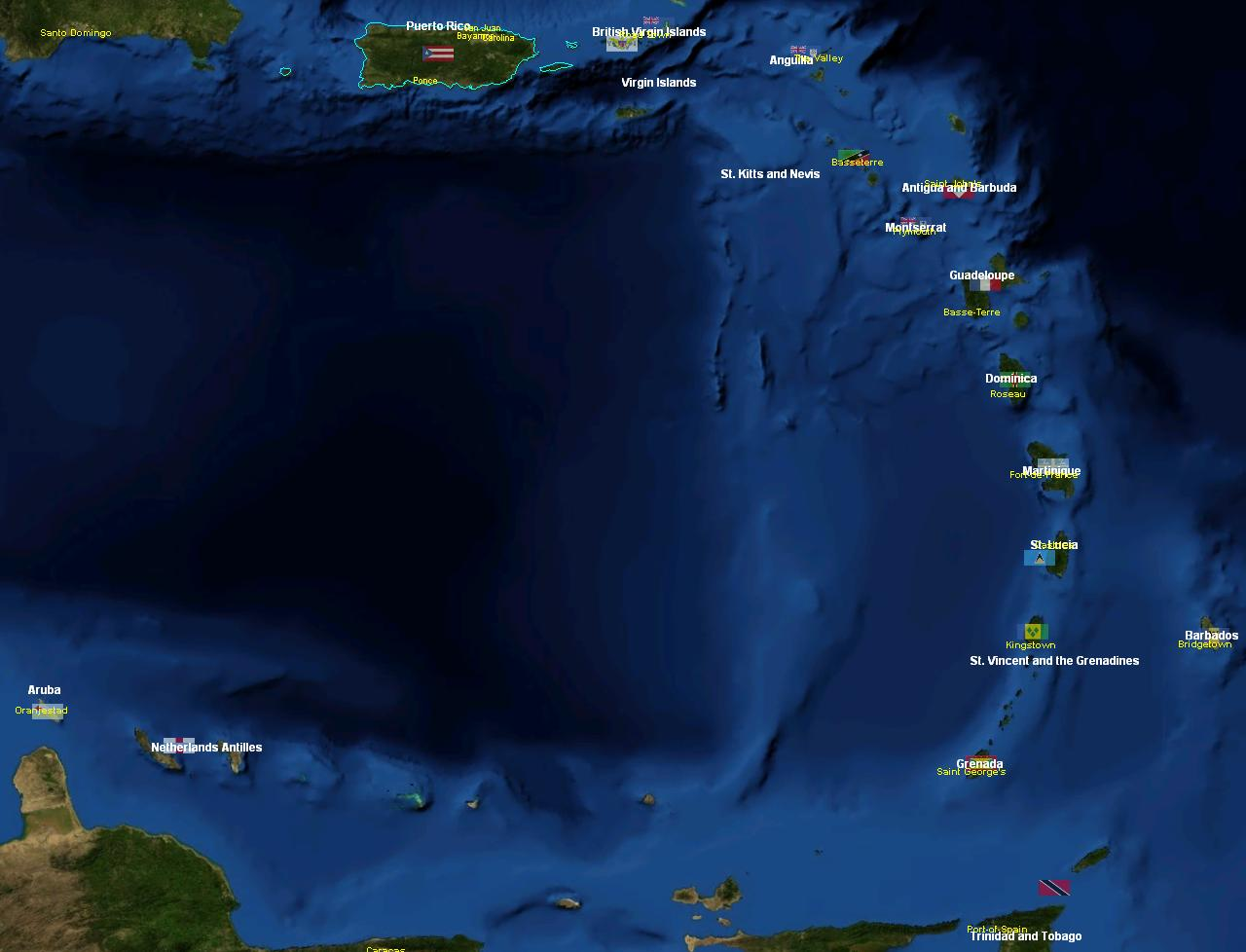
小アンティル諸島

北部のリーワード諸島と南部のウィンドワード諸島、南西部のリーワード・アンティル諸島に分けられる（英語圏とそれ以外で「リーワード諸島」と「ウィンドワード諸島」の区分けと呼称が異なる。詳細はリーワード諸島 (西インド諸島)を参照）。
リーワード諸島とウィンドワード諸島はカリブ海の東縁に位置しており、これらの地域は東カリブ（Eastern Carib）と呼ばれることもある。リーワード・アンティル諸島は南米大陸縁辺部に分布している。
諸島は、北緯10度から20度にかけて分布し、熱帯性の気候を有する。南アメリカプレートとカリブプレートの接する沈み込み帯の影響により形成された弧状列島であり、火山島が多い。1902年に火砕流により約3万人の犠牲者を出したことで知られるプレー山（1397 m、マルティニーク島）、20世紀後半以降に活発な噴火が続いているスーフリエール・ヒルズ（1050 m、モントセラト）、小アンティル諸島最高峰であるバス・テール島のスフリエール山 (1467 m、グアドループ）、「スフリエール式火砕流」のモデルとなったセントビンセント島のスフリエール山（1234 m、セントビンセント・グレナディーン）などがある。
諸島には小規模な島が多い。最大の島はトリニダード・トバゴのトリニダード島（4827 km2）である。
小アンティル諸島は、8つの小規模な独立国（主権国家）と、ヨーロッパ諸国の海外領土（自治領など）で構成されている。

## 島々の政治区分一覧
| 主要な島/諸島               | 主要な島/諸島                            | 主要な島/諸島                            | 所属国/地域                      | 所属国/地域                 | 備考                  |
| --------------------------- | ---------------------------------------- | ---------------------------------------- | -------------------------------- | --------------------------- | --------------------- |
| リーワード諸島              | ヴァージン諸島                           | セント・トーマス島                       | アメリカ領ヴァージン諸島         | アメリカ合衆国自治領        |                       |
| リーワード諸島              | ヴァージン諸島                           | セント・クロイ島                         | アメリカ領ヴァージン諸島         | アメリカ合衆国自治領        |                       |
| リーワード諸島              | ヴァージン諸島                           | セント・ジョン島                         | アメリカ領ヴァージン諸島         | アメリカ合衆国自治領        |                       |
| リーワード諸島              | ヴァージン諸島                           | トルトラ島                               | イギリス領ヴァージン諸島         | イギリス海外領土            |                       |
| リーワード諸島              | ヴァージン諸島                           | ヴァージン・ゴルダ島                     | イギリス領ヴァージン諸島         | イギリス海外領土            |                       |
| リーワード諸島              | ヴァージン諸島                           | アネガダ島                               | イギリス領ヴァージン諸島         | イギリス海外領土            |                       |
| リーワード諸島              | ヴァージン諸島                           | ヨスト・ヴァン・ダイク島                 | イギリス領ヴァージン諸島         | イギリス海外領土            |                       |
| リーワード諸島              | アンギラ島                               | アンギラ島                               | アンギラ                         | イギリス海外領土            |                       |
| リーワード諸島              | セント・マーチン島                       | セント・マーチン島                       | フランス （ サン・マルタン）     | フランス海外準県            |                       |
| リーワード諸島              | セント・マーチン島                       | セント・マーチン島                       | シント・マールテン               | オランダ王国構成国          | SSS諸島と総称される。 |
| リーワード諸島              | サバ島                                   | サバ島                                   | オランダ                         | オランダ特別自治体          | SSS諸島と総称される。 |
| リーワード諸島              | シント・ユースタティウス島               |                                          | オランダ                         | オランダ特別自治体          | SSS諸島と総称される。 |
| リーワード諸島              | サン・バルテルミー島                     | サン・バルテルミー島                     | フランス （ サン・バルテルミー） | フランス海外準県            |                       |
| リーワード諸島              | セントクリストファー島（セントキッツ島） | セントクリストファー島（セントキッツ島） | セントクリストファー・ネイビス   | 独立国                      |                       |
| リーワード諸島              | ネイビス島                               |                                          | セントクリストファー・ネイビス   | 独立国                      |                       |
| リーワード諸島              | バーブーダ島                             | バーブーダ島                             | アンティグア・バーブーダ         | 独立国                      |                       |
| リーワード諸島              | アンティグア島                           |                                          | アンティグア・バーブーダ         | 独立国                      |                       |
| リーワード諸島              | レドンダ島                               |                                          | アンティグア・バーブーダ         | 独立国                      |                       |
| リーワード諸島              | モントセラト島                           | モントセラト島                           | モントセラト                     | イギリス海外領土            |                       |
| ウィンドワード諸島          | グアドループ島                           | グランド・テール島                       | フランス （ グアドループ）       | フランス海外県 /海外地域圏  |                       |
| ウィンドワード諸島          | グアドループ島                           | バス・テール島                           | フランス （ グアドループ）       | フランス海外県 /海外地域圏  |                       |
| ウィンドワード諸島          | マリー・ガラント島                       |                                          | フランス （ グアドループ）       | フランス海外県 /海外地域圏  |                       |
| ウィンドワード諸島          | ラ・デジラード島                         |                                          | フランス （ グアドループ）       | フランス海外県 /海外地域圏  |                       |
| ウィンドワード諸島          | レ・サント諸島                           |                                          | フランス （ グアドループ）       | フランス海外県 /海外地域圏  |                       |
| ウィンドワード諸島          | ドミニカ島                               | ドミニカ島                               | ドミニカ国                       | 独立国                      |                       |
| ウィンドワード諸島          | マルティニーク                           | マルティニーク                           | フランス （ マルティニーク）     | フランス海外県 /海外地域圏  |                       |
| ウィンドワード諸島          | セントルシア                             | セントルシア                             | セントルシア                     | 独立国                      |                       |
| ウィンドワード諸島          | セントビンセント島                       | セントビンセント島                       | セントビンセント・グレナディーン | 独立国                      |                       |
| ウィンドワード諸島          | グレナディーン諸島                       | ベキア島                                 | セントビンセント・グレナディーン | 独立国                      |                       |
| ウィンドワード諸島          | グレナディーン諸島                       | マスティク島                             | セントビンセント・グレナディーン | 独立国                      |                       |
| ウィンドワード諸島          | グレナディーン諸島                       | カノーアン島                             | セントビンセント・グレナディーン | 独立国                      |                       |
| ウィンドワード諸島          | グレナディーン諸島                       | ユニオン島                               | セントビンセント・グレナディーン | 独立国                      |                       |
| ウィンドワード諸島          | グレナディーン諸島                       | カリアク島                               | グレナダ                         | 独立国                      |                       |
| ウィンドワード諸島          | グレナダ島                               |                                          | グレナダ                         | 独立国                      |                       |
| ウィンドワード諸島          | バルバドス島                             | バルバドス島                             | バルバドス                       | 独立国                      |                       |
| ウィンドワード諸島          | トバゴ島                                 | トバゴ島                                 | トリニダード・トバゴ             | 独立国                      |                       |
| ウィンドワード諸島          | トリニダード島                           |                                          | トリニダード・トバゴ             | 独立国                      |                       |
| リーワード・ アンティル諸島 | マルガリータ島                           | マルガリータ島                           | ベネズエラ                       | 独立国の一部（州）          | ヌエバ・エスパルタ州  |
| リーワード・ アンティル諸島 | ラ・トルトゥガ島                         | ラ・トルトゥガ島                         | ベネズエラ                       | 独立国の一部 （政府直轄地） | ベネズエラ連邦保護領  |
| リーワード・ アンティル諸島 | ロス・テスティゴス諸島                   |                                          | ベネズエラ                       | 独立国の一部 （政府直轄地） | ベネズエラ連邦保護領  |
| リーワード・ アンティル諸島 | ブレンキラ島                             |                                          | ベネズエラ                       | 独立国の一部 （政府直轄地） | ベネズエラ連邦保護領  |
| リーワード・ アンティル諸島 | オルチラ島                               |                                          | ベネズエラ                       | 独立国の一部 （政府直轄地） | ベネズエラ連邦保護領  |
| リーワード・ アンティル諸島 | ロスロケス諸島                           |                                          | ベネズエラ                       | 独立国の一部 （政府直轄地） | ベネズエラ連邦保護領  |
| リーワード・ アンティル諸島 | アベス島                                 |                                          | ベネズエラ                       | 独立国の一部 （政府直轄地） | ベネズエラ連邦保護領  |
| リーワード・ アンティル諸島 | ボネール島                               | ボネール島                               | オランダ                         | オランダ特別自治体          | ABC諸島と総称される。 |
| リーワード・ アンティル諸島 | キュラソー島                             | キュラソー島                             | キュラソー                       | オランダ王国構成国          | ABC諸島と総称される。 |
| リーワード・ アンティル諸島 | アルバ島                                 | アルバ島                                 | アルバ                           | オランダ王国構成国          | ABC諸島と総称される。 |

## 社会

### 国と地域
小アンティル諸島には、以下の8つの独立国（主権国家）がある。
- セントクリストファー・ネイビス
- アンティグア・バーブーダ
- ドミニカ国
- セントルシア
- セントビンセント・グレナディーン
- グレナダ
- バルバドス
- トリニダード・トバゴ

8つの独立国中最大の面積を持つのはトリニダード・トバゴ（5128 km2）であり、最小のセントクリストファー・ネイビス（261 km2）は世界で8番目に小さな独立国（北アメリカ州・西半球最小国）である（国の面積順リスト参照）。いずれも小規模な国家であり、国際連合による小島嶼開発途上国のリストに8か国とも含まれている。
欧米諸国のうち、イギリス、フランス、オランダ王国、アメリカ合衆国がその主権下の海外領土（旧植民地）を持っており、自治領・海外県などとして位置付けられている。
- アメリカ合衆国
  - 自治領： アメリカ領ヴァージン諸島
- イギリス
  - 海外領土： イギリス領ヴァージン諸島、 アンギラ、 モントセラト
- フランス
  - 海外県・海外準県： グアドループ、 マルティニーク、 サン・マルタン、 サン・バルテルミー
- オランダ
  - オランダ王国構成国： シント・マールテン、 キュラソー、 アルバ
  - オランダ特別自治体：ボネール島、シント・ユースタティウス島、サバ島

### 政府間組織

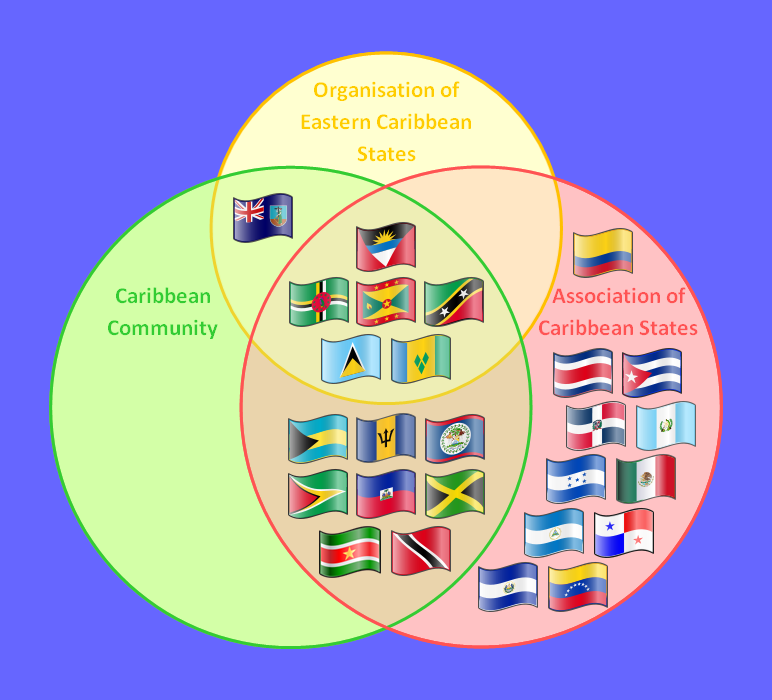
OECS, CARICOM, ACSの加盟国

小アンティル諸島地域の国家の政府間組織としては、1981年に設立された東カリブ諸国機構 (OECS)があり、6つの独立国と3つの地域が加盟している（ アンティグア・バーブーダ、 グレナダ、 セントクリストファー・ネイビス、 セントルシア、 セントビンセント・グレナディーン、 ドミニカ国、および3つのイギリス海外領土）。OECS では東カリブ中央銀行によって東カリブ・ドルが発行されている。
より広い地域も含めた組織としてはカリブ諸国連合(ACS) や、経済協力機関であるカリブ共同体(CARICOM)などがあり、加盟国の多くは重複している。1982年には7か国（OECS加盟6か国と バルバドス）が安全保障協定として地域安全保障システム(RSS)を結んでいる。
ヨーロッパ諸国（欧州連合加盟国）の海外領土のいくつかは欧州連合加盟国の特別領域に位置付けられている。

### 通貨
アメリカ合衆国ドル
 アメリカ領ヴァージン諸島、 イギリス領ヴァージン諸島、 シント・マールテン、ボネール、シント・ユースタティウスおよびサバ
東カリブ・ドル
 アンギラ、 アンティグア・バーブーダ、 グレナダ、 セントクリストファー・ネイビス、 セントルシア、 セントビンセント・グレナディーン、 ドミニカ国、 モントセラト。アメリカ合衆国ドルとペッグ。
バルバドス・ドル
 バルバドス。アメリカ合衆国ドルとペッグ。
カリブ・ギルダー
 シント・マールテン、 キュラソー。アメリカ合衆国ドルとペッグ。
ユーロ
 グアドループ、 マルティニーク、 サン・マルタン、 サン・バルテルミー
アルバ・フロリン
 アルバ。アメリカ合衆国ドルとペッグ。
トリニダード・トバゴ・ドル
 トリニダード・トバゴ